# مطار زيجانغ
مطار زيجانغ (بالإنجليزية: Zhijiang Airport)‏ و(بالصينية: 芷江机场) (إياتا: HJJ، إيكاو: ZGCJ) مطار عام يقع بمدينة Zhijiang في هونان في الصين. يبلغ طول المدرج 2200 م . بني المطار في عام 1942 وكان ثاني أكبر مطار عسكري في الشرق الأقصى للحلفاء خلال الحرب العالمية الثانية.

## شركات الطيران والوجهات
| شركـات طيـران         | الوجهات                                              |
| --------------------- | ---------------------------------------------------- |
| Air Chang'an          | مطار سانيا فينيكس الدولية، مطار شيان شيانيانغ الدولي |
| China United Airlines | مطار بكين داشينغ الدولي                              |
| طيران جي إكس          | مطار جينان الدولي، مطار نانينغ الدولي                |
| طيران لونج            | مطار هانغتشو شياوشان الدولي، مطار ساني ليجيانغ       |
| سبرينغ (شركة طيران)   | مطار شانغهاي بودنغ الدولي                            |
| خطوط تيانجين الجوية   | مطار هايكو ميلان الدولي، مطار شيان شيانيانغ الدولي   |

## وصلات خارجية
- http://www.flightstats.com/go/Airport/airportDetails.do?airportCode=HJJ